# La diosa fortuna
La diosa fortuna es una película italiana (La dea fortuna, título original italiano) dirigida por Ferzan Ozpetek en 2019 sobre las relaciones familiares y la liberación de los vínculos biológicos de los hijos. Una película sobre las crisis de amor en la pareja, los problemas de los compromisos en la convivencia cotidiana y la educación de los hijos.

## Sinopsis
La pareja protagonista, Alessandro y Arturo, muestran sus crisis ante sus amigos, el diálogo de intimidad se expone de forma desenfadada. Los cambios pasionales de la relación con el paso del tiempo y la cotidianidad diaria se ven alterados ante la llegada de dos niños a su casa. El reto de afrontar nuevos problemas será un nuevo aliciente para continuar la relación con nuevos estímulos.

## Trama
Annamaria es la protagonista efímera de la película, su antigua relación con Alessandro y la situación dramática que vive ante su enfermedad tienen la contrapartida de los niños, los hijos de Annamaria van a ser el estímulo vital para los dos protagonistas, la pareja comprometida Alessandro y Arturo.
La convivencia de la pareja en un barrio romano contrasta con la vida que tuvo Annamaria en Palermo, la gran mansión de la baronesa. El contraste entre la vida popular de un barrio de la ciudad, Roma, con la vida rural en una gran mansión nobiliaria, expone los contrastes entre la familia tradicional y la familia contemporánea. La familia formada por Alessandro y Arturo, dos hombres que viven el amor y los problemas de la convivencia. O la familia formada por Annamaria con sus dos hijos, una madres soltera por decisión propia que asume la responsabilidad de criar a dos niños.
La enfermedad de Annamaria le lleva a pedir a sus dos amigos que cuiden de sus dos hijos. En paralelo se suceden las escenas del hospital y las escenas de la nueva familia de Alessandro y Arturo con los niños de Annamaria. La educación de los niños les ofrece una nueva ventana por la que entra aire fresco en los problemas de su relación de pareja. La crueldad de la educación que recibió Anamaria y su hermano se desvelarán como una causa de sus muertes tempranas, en plena juventud.

## Reconocimientos
La actriz Jasmine Trinca por su papel en La diosa fortuna ha obtenido el Premio David di Donatello de 2020 a la mejor actriz. Además obtuvo el premio mejor Canción Original. La película fue nominada a mejor Guion, y al Premio David Giovani.

## Ficha Técnica
- Actores principales: Stefano Accorsi, Edoardo Leo, Jasmine Trinca, Serra Yilmaz, Filippo Nigro, Sara Ciocca, Barbara Alberti, Pia Lanciotti, Edoardo Hendrik, Cristina Bugatty, Matteo Martari, Carmine Recano, Edoardo Brandi, Dora Romano,
- Productor: R&C Produzioni, Faros Film, Warner Bros.
- Director: Ferzan Ozpetek
- Guion: Ferzan Ozpetek, Silvia Ranfagni, Gianni Romoli
- País: Italia
- Duración: 114 minutos
- Género: drama[6]